# DSV-4 Sea Cliff

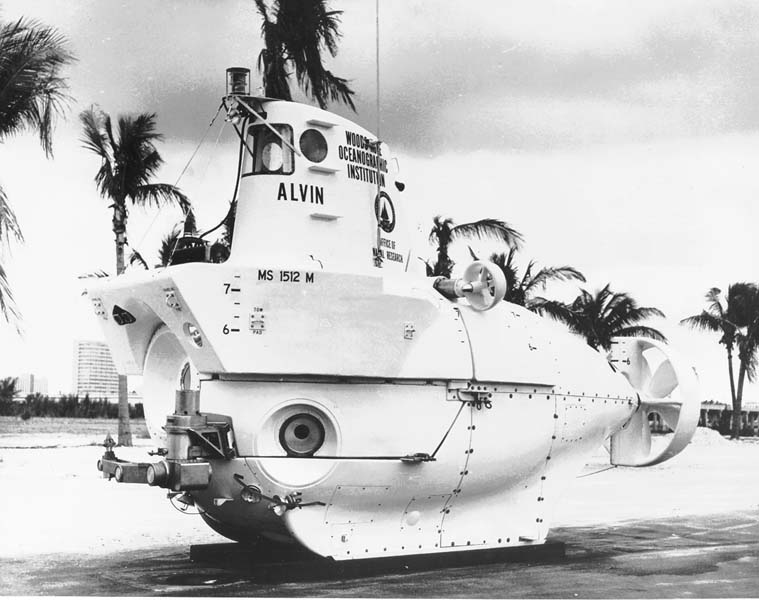
Le sous-marin Alvin, sister-ship du Sea Cliff.

Le Sea Cliff (DSV-4) est un sous-marin océanographique qui appartient à l'United States Navy. Son nom n'est toutefois pas officiel et il n'est uniquement identifié que par son immatriculation de DSV-4 selon les registres de la marine américaine. Il s'agit du sister-ship du Alvin ou encore du Turtle. 
Lancé le 12 novembre 1968 au chantier naval Electric Boat de Groton, il a été placé dans le service actif le 6 janvier 1971. Retiré du service actif, il fut réintégré le 30 septembre 2002.
Il est initialement capable d'atteindre un maximum de 6 500 pieds de profondeur avant d'être modifié pour atteindre 20 000 pieds en 1984. Il pèse 29 tonnes pour 9,4 mètres de long. L'équipage du Sea Cliff se compose de 2 opérateurs et d'un scientifique.